# プリンセス・アイ物語
『プリンセス・アイ物語』（プリンセス・アイものがたり）は、キャラクターデザインを矢沢あい、原作をコートニー・ラヴとD.J.ミルキー、作画を鯨堂みさ帆が担当して、TOKYOPOPにより制作された日米合作の漫画作品、およびそれを原作とする作品群。

## あらすじ
気がつくと、名前以外のほとんどの記憶を失って、新宿の裏通りで倒れていた主人公・愛（作中では、しばしば「アイ」と表記されている）。新宿の街をさまよい歩き出したところをスリに襲われ、ケントという青年に助けられる。そして、ひょんなことからクラブキューピッドで歌を歌うことになり、それをきっかけにロック・スターの道へ進んでいく愛。それと共に、次第に失われていた記憶を取り戻し始め、愛は自分が異世界・アイランドのプリンセスであることを思い出す。

## 漫画
日本語版が新書館のWINGS COMICS|Wings comicsより、英語版が米国TOKYOPOPより単行本が刊行され、フランス語版、ドイツ語版、デンマーク語版などにも翻訳され、世界各国で出版されている。

## 主な登場人物
愛（アイ）
本編の主人公。地球以外の異世界であるアイランドのプリンセス。自由奔放で、喜怒哀楽の感情をストレートに表し、しばしば周囲の人々を振り回すこともある。人間の父・セイ王と、ドウゲン（天使）の女性との間に生まれた子で、ドウゲンの血を引いているため、背に羽が生える。天性のものと思われる高い歌唱力には、人々の感情を揺さぶる不思議なパワーがあり、彼女が感情を込めて歌う時、歌を聴く人々は喜怒哀楽の感情を制御できなくなることもある。
ケント
新宿大学の図書館で働く青年。物静かで、口下手で、心優しい。スリに襲われていた愛を助けたことをきっかけに、愛を助け、支えていく存在になっていく。時折、アコースティック・ギターを弾き、歌を歌う。
ヒカル
ケントのルームメイト。ゲイの青年で、ケントが好き。住むところがない愛がケントの部屋に転がり込んできたため、愛に対抗心を燃やしたり嫉妬したりする。
ジェン
クラブキューピッドの歌手。愛にメークを施したり、話を聞いてあげたり、心優しくて面倒見がよい。愛が姉のように慕う女友達。
武士（たけし）
大手芸能プロダクションH.T.A.のエージェント。クラブキューピッドのVIP。派手なタトゥーを入れていて、スポーツカーに乗り、拳銃を所持しているタフガイ。愛の歌を聴き、愛をH.T.A.にスカウトする。
ハヤブサ
H.T.A.の社長。武士が働く芸能プロダクションの社長であり、裏社会も動かす強大な権力を持つ男。軍服に身を包み、右目側の額から頬へかけて大きな傷がある。
ファーン
ストリート・ミュージシャン。時々、愛の目の前に現れる謎が多い青年。ファーンが現れると、いつも愛に重要な何かが起きる。

## 単行本
1. 2004年8月10日発行 ISBN 4-403-61760-3
2. 2005年4月10日発行 ISBN 4-403-61788-3
3. 2005年9月20日発行 ISBN 4-403-61807-3

## Wiiウェア
テレビ画面で読める世界初のWiiウェア配信用の漫画として、サン電子によって2009年1月20日から2010年12月29日の間、「プリンセス・アイ物語」が配信された。非ゲームソフトであるため、CEROによる倫理審査が行われておらず、自社審査によって対象年齢を「12歳以上」としている。

## App Store
Appleが運営するApp Storeでの配信用の漫画として、サン電子が2008年12月に「Princess Ai Book 1」のアプリ配信を開始した。後続巻として、2009年2月に「Princess Ai Book 2」と「Princess Ai Book 3」の配信も開始し、2009年3月に第1話分が無料で読める「FREE MANGA! [Princess Ai]」を配信した。これらのアプリには、英語版の同漫画が収録されている。